# Совет департамента Кот-д’Армор
Совет департамента Кот-д’Армор (до марта 2015 года — Генеральный совет департамента Кот-д’Армор) — верховный орган управления департамента Кот-д’Армор. После реформы 2015 года избирается на 6 лет и состоит из 54 советников, избираемых по мажоритарной системе в 27 кантонах (от каждого кантона по два советника, обязательно один мужчина и одна женщина).

## Состав Совета департамента (2021—2028)
|                        | Партия                        | Кол-во мест            | +/- (к 2015 г.)        |
| Большинство (38 мест): | Большинство (38 мест):        | Большинство (38 мест): | Большинство (38 мест): |
| ---------------------- | ----------------------------- | ---------------------- | ---------------------- |
|                        | Разные левые                  | 17                     | +15                    |
|                        | Социалистическая партия       | 16                     | +3                     |
|                        | Европа Экология Зелёные       | 3                      | +3                     |
|                        | Коммунистическая партия       | 2                      | -3                     |
| Оппозиция: (16 мест)   |                               |                        |                        |
|                        | Разные правые                 | 8                      | -7                     |
|                        | Республиканцы                 | 5                      | -5                     |
|                        | Союз демократов и независимых | 3                      | -4                     |

## Исполнительный комитет Совета департамента
- Президент — Кристиан Коай (Социалистическая партия, кантон Каллак)
- 1-й вице-президент (человеческие ресурсы и социальный диалог) — Жан-Мари Бенье  (Социалистическая партия, кантон Плерен)
- 2-й вице-президент (проблемы автономии) — Вероник Кадюдаль (Разные левые, кантон Пемполь)
- 3-й вице-президент (финансы, цифровые технологии и территориальные контракты) — Венсан Аллено (Разные левые, кантон Плентель)
- 4-й вице-президент (проблемы детей и семьи) — Синдерелла Бернар (Коммунистическая партия, кантон Бегар)
- 5-й вице-президент (культура и наследие) — Патрик Керваон (Социалистическая партия, кантон Ланьон)
- 6-й вице-президент (ассоциации и международные отношения) — Солан Меле (Разные левые, кантон Плелен-Тригаву)
- 7-й вице-президент (образование) — Жан-Рене Карфантан (Разные левые, кантон Пленёф-Валь-Андре)
- 8-й вице-президент (интеграция, социальная экономика и равенство) — Кристин Орен-Гровале (Разные левые, кантон Плуфраган)
- 9-й вице-президент (вопросы молодежи и спорта) — Людовик Гуйет (Разные левые, кантон Сен-Бриё-1)
- 10-й вице-президент (жилье и жилищное строительство) — Гаэль Рутье (Разные левые, кантон Плело)
- 11-й вице-президент (инфраструктура и мобильность) — Андре Коэн (Социалистическая партия, кантон Плестен-ле-Грев)
- 12-й вице-президент (проблемы инвалидов и туризм) — Натали Травер Ле Ру (Социалистическая партия, кантон Ламбаль-Армор)

## Члены Совета департамента Кот-д’Армор (2021—2028)
| Кантон            |  | Советник             | Партия                        |
| ----------------- |  | -------------------- | ----------------------------- |
| Бегар             |  | Синдерелла Бернар    | Коммунистическая партия       |
| Бегар             |  | Жоэль Филипп         | Социалистическая партия       |
| Брон              |  | Изабель Горе-Шапель  | Разные правые                 |
| Брон              |  | Микаэль Шевалье      | Союз демократов и независимых |
| Генган            |  | Гийом Луи            | Социалистическая партия       |
| Генган            |  | Анн-Мари Паскье      | Разные левые                  |
| Герледан          |  | Селин Гийом          | Республиканцы                 |
| Герледан          |  | Эрве Ле Лю           | Разные правые                 |
| Динан             |  | Брижитт Бале-Мизраи  | Союз демократов и независимых |
| Динан             |  | Рене Дегран          | Республиканцы                 |
| Каллак            |  | Кристиан Коай        | Социалистическая партия       |
| Каллак            |  | Беатрис Ле Кустер    | Социалистическая партия       |
| Ламбаль-Армор     |  | Робер Ро             | Социалистическая партия       |
| Ламбаль-Армор     |  | Натали Травер Ле Ру  | Социалистическая партия       |
| Ланвалле          |  | Сесилия Геги-Деларош | Разные правые                 |
| Ланвалле          |  | Мишель Доган         | Разные правые                 |
| Ланьон            |  | Мари-Анник Гийу      | Европа Экология Зелёные       |
| Ланьон            |  | Патрис Керваон       | Социалистическая партия       |
| Лудеак            |  | Беатрис Буланже      | Республиканцы                 |
| Лудеак            |  | Ромен Бутрон         | Республиканцы                 |
| Пемполь           |  | Вероник Кадюдаль     | Разные левые                  |
| Пемполь           |  | Жиль Паньи           | Разные левые                  |
| Перрос-Гирек      |  | Мари Луиза Дронью    | Разные правые                 |
| Перрос-Гирек      |  | Эрвен Леон           | Разные правые                 |
| Планкоэт          |  | Мишель Дебуа         | Разные правые                 |
| Планкоэт          |  | Мари-Кристин Котен   | Разные правые                 |
| Плелен-Тригаву    |  | Солан Меле           | Разные левые                  |
| Плелен-Тригаву    |  | Тьерри Орвейон       | Разные левые                  |
| Плело             |  | Паскаль Придо        | Разные левые                  |
| Плело             |  | Гаэль Рутье          | Разные левые                  |
| Плене-Жюгон       |  | Дидье Йон            | Разные левые                  |
| Плене-Жюгон       |  | Мартин Пела          | Разные левые                  |
| Пленёф-Валь-Андре |  | Жан-Рене Карфантан   | Разные левые                  |
| Пленёф-Валь-Андре |  | Лиза Тома            | Разные левые                  |
| Плентель          |  | Венсан Аллено        | Разные левые                  |
| Плентель          |  | Надин Л’Эшлар        | Разные левые                  |
| Плерен            |  | Жан-Мари Бенье       | Социалистическая партия       |
| Плерен            |  | Натали Новак         | Европа Экология Зелёные       |
| Плестен-ле-Грев   |  | Андре Коэн           | Социалистическая партия       |
| Плестен-ле-Грев   |  | Надин Саллу-Ле Ген   | Разные левые                  |
| Плуа              |  | Валери Рюмьяно       | Республиканцы                 |
| Плуа              |  | Тьерри Симельер      | Союз демократов и независимых |
| Плуфраган         |  | Жан-Марк Дежуэ       | Коммунистическая партия       |
| Плуфраган         |  | Кристин Орен-Гровале | Разные левые                  |
| Ростренен         |  | Ален Геген           | Социалистическая партия       |
| Ростренен         |  | Мари-Жозе Феркок     | Разные левые                  |
| Сен-Бриё-1        |  | Марион Ле Френ       | Европа Экология Зелёные       |
| Сен-Бриё-1        |  | Жюлиана Сан Жеротео  | Разные левые                  |
| Сен-Бриё-2        |  | Людовик Гуйет        | Разные левые                  |
| Сен-Бриё-2        |  | Надеж Лангле         | Социалистическая партия       |
| Трегё             |  | Дени Амайон          | Социалистическая партия       |
| Трегё             |  | Кристин Метуа-Ле Бра | Социалистическая партия       |
| Трегье            |  | Пьеррик Гуроннек     | Социалистическая партия       |
| Трегье            |  | Грациелла Сегони     | Разные левые                  |

## Состав Совета департамента (2015—2021)
|                        | Партия                        | Кол-во мест            | +/- (к 2011 г.)        |
| Большинство (32 мест): | Большинство (32 мест):        | Большинство (32 мест): | Большинство (32 мест): |
| ---------------------- | ----------------------------- | ---------------------- | ---------------------- |
|                        | Разные правые                 | 15                     | +13                    |
|                        | Республиканцы                 | 10                     | +3                     |
|                        | Союз демократов и независимых | 7                      | +4                     |
| Оппозиция: (20 мест)   |                               |                        |                        |
|                        | Социалистическая партия       | 13                     | -17                    |
|                        | Коммунистическая партия       | 5                      | +2                     |
|                        | Разные левые                  | 2                      | -3                     |
| Независимые: (2 места) |                               |                        |                        |
|                        | Независимые                   | 2                      | 0                      |

Исполнительный комитет Совета департамента (2015-2021)
- Президент — Ален Кадек (Республиканцы, кантон Плерен)
- 1-й вице-президент (общее управление и кооперация) — Тибо Гиньяр  (Республиканцы, кантон Плентель)
- 2-й вице-президент (интеграция и занятость) — Мари-Кристин Котен (Разные правые, кантон Планкоэт)
- 3-й вице-президент (инфраструктура, территория, проблемы моря и побережья) — Жан-Ив де Шезмартен (Союз демократов и независимых, кантон Пемполь)
- 4-й вице-президент (проблемы пожилых людей) — Сильви Гиньяр (Союз демократов и независимых, кантон Трегё)
- 5-й вице-президент (финансы и бюджет) — Ромен Бутрон (Республиканцы, кантон Лудеак)
- 6-й вице-президент (проблемы детей и семьи) — Валери Рюмьяно (Республиканцы, кантон Плуа)
- 7-й вице-президент (проблемы молодежи и спорт) — Жерар Блежан (Союз демократов и независимых, кантон Сен-Бриё-1)
- 8-й вице-президент (образование) — Брижитт Бале-Мизраи (Союз демократов и независимых, кантон Динан)
- 9-й вице-президент (культура и наследие) — Тьерри Симельер (Союз демократов и независимых, кантон Плуа)
- 10-й вице-президент (окружающая среда и мобильность) — Вероник Меёс (Республиканцы, кантон Ланвалле)
- 11-й вице-президент (экономика и сельское хозяйство) — Эрве Леон (Разные правые, кантон Перрос-Гирек)
- 12-й вице-президент (проблемы инвалидов) — Мари-Мадлен Мишель (Разные правые, кантон Пленёф-Валь-Андре)

| Кантон            |  | Советник             | Партия                        |
| ----------------- |  | -------------------- | ----------------------------- |
| Бегар             |  | Синдерелла Бернар    | Коммунистическая партия       |
| Бегар             |  | Жоэль Филипп         | Социалистическая партия       |
| Брон              |  | Изабель Горе-Шапель  | Разные правые                 |
| Брон              |  | Микаэль Шевалье      | Союз демократов и независимых |
| Генган            |  | Лоранс Корзон        | Независимые                   |
| Генган            |  | Бернар Амон          | Независимые                   |
| Динан             |  | Брижитт Бале-Мизраи  | Союз демократов и независимых |
| Динан             |  | Рене Дегран          | Республиканцы                 |
| Каллак            |  | Клодин Гийу          | Социалистическая партия       |
| Каллак            |  | Кристиан Коай        | Социалистическая партия       |
| Ламбаль           |  | Мари-Кристин Клере   | Социалистическая партия       |
| Ламбаль           |  | Робер Ро             | Разные левые                  |
| Ланвалле          |  | Мишель Доган         | Разные правые                 |
| Ланвалле          |  | Вероник Меёс         | Республиканцы                 |
| Ланьон            |  | Патрис Керван        | Социалистическая партия       |
| Ланьон            |  | Клод Фежан           | Коммунистическая партия       |
| Лудеак            |  | Беатрис Буланже      | Республиканцы                 |
| Лудеак            |  | Ромен Бутрон         | Республиканцы                 |
| Мюр-де-Бретань    |  | Селин Гийом          | Республиканцы                 |
| Мюр-де-Бретань    |  | Лоик Рокуэ           | Республиканцы                 |
| Пемполь           |  | Моник Никола         | Союз демократов и независимых |
| Пемполь           |  | Жан-Ив де Шезмартен  | Союз демократов и независимых |
| Перрос-Гирек      |  | Эрвен Леон           | Разные правые                 |
| Перрос-Гирек      |  | Николь Мишель        | Разные правые                 |
| Планкоэт          |  | Мишель Дебуа         | Разные правые                 |
| Планкоэт          |  | Мари-Кристин Котен   | Разные правые                 |
| Плелен-Тригаву    |  | Франсуаза Бишон      | Разные правые                 |
| Плелен-Тригаву    |  | Эжен Каро            | Разные правые                 |
| Плело             |  | Франсуаза Голен      | Республиканцы                 |
| Плело             |  | Ив-Жан Ле Кокю       | Разные правые                 |
| Плене-Жюгон       |  | Моник Амеон          | Коммунистическая партия       |
| Плене-Жюгон       |  | Дидье Йон            | Разные левые                  |
| Пленёф-Валь-Андре |  | Мари-Мадлен Мишель   | Разные правые                 |
| Пленёф-Валь-Андре |  | Янник Морен          | Разные правые                 |
| Плентель          |  | Тибо Гиньяр          | Республиканцы                 |
| Плентель          |  | Дельфин Мартен       | Разные правые                 |
| Плерен            |  | Ален Кадек           | Республиканцы                 |
| Плерен            |  | Моник Ле Ве          | Разные правые                 |
| Плестен-ле-Грев   |  | Андре Коэн           | Социалистическая партия       |
| Плестен-ле-Грев   |  | Клодин Ле Бастар     | Коммунистическая партия       |
| Плуа              |  | Валери Рюмьяно       | Республиканцы                 |
| Плуа              |  | Тьерри Симельер      | Союз демократов и независимых |
| Плуфраган         |  | Жан-Марк Дежуэ       | Коммунистическая партия       |
| Плуфраган         |  | Кристин Орен-Гровале | Социалистическая партия       |
| Ростренен         |  | Ален Геген           | Социалистическая партия       |
| Ростренен         |  | Сандра Ле Нувель     | Социалистическая партия       |
| Сен-Бриё-1        |  | Брижитт Блевен       | Разные правые                 |
| Сен-Бриё-1        |  | Жерар Блежан         | Союз демократов и независимых |
| Сен-Бриё-2        |  | Надеж Лангле         | Социалистическая партия       |
| Сен-Бриё-2        |  | Кристиан Провос      | Социалистическая партия       |
| Трегё             |  | Сильви Гиньяр        | Союз демократов и независимых |
| Трегё             |  | Фернан Робер         | Разные правые                 |
| Трегье            |  | Пьеррик Гуроннек     | Социалистическая партия       |
| Трегье            |  | Изабель Никола       | Социалистическая партия       |

## Состав Генерального совета (2011—2015)
|                        | Партия                    | Кол-во мест            |                        |
| Большинство (38 мест): | Большинство (38 мест):    | Большинство (38 мест): | Большинство (38 мест): |
| ---------------------- | ------------------------- | ---------------------- | ---------------------- |
|                        | Социалистическая партия   | 30                     |                        |
|                        | Разные левые              | 5                      |                        |
|                        | Коммунистическая партия   | 3                      |                        |
| Оппозиция (12 мест):   |                           |                        |                        |
|                        | Союз за народное движение | 7                      |                        |
|                        | Демократическое движение  | 3                      |                        |
|                        | Разные правые             | 2                      |                        |
| Независимые: (2 места) |                           |                        |                        |
|                        | Независимые               | 2                      |                        |